# Astrid Stockman
Astrid Stockman (Ronse, 19 februari 1987) is een Belgische sopraan.

## Carrière
Astrid Stockman studeerde aan het Lemmensinstituut. Hierbij volgde ze een combinatie opleiding voor zowel piano als zang. Na haar studies was ze te zien op podia zoals Bozar en De Munt. Zij was soliste in verschillende grote oratoriumwerken van J.S. Bach, Mozart, Fauré, Mendelssohn, Liszt, Vivaldi en anderen. 
Ze maakte in 1998 deel uit van de kindercast van de musical  De Tovenaar van Oz, een productie van Music Hall. In 2022 speelt ze de rol van Miss Teavee in de musical  Charlie and the Chocolate Factory.
In 2019 werd ze derde in het televisieprogramma De Slimste Mens ter Wereld op VIER. Een jaar later trad ze aan als vaste pianiste in praatprogramma's  Vive la vie en Vive le vélo op Eén.In het najaar van 2022 nam ze deel aan De Allerslimste Mens ter Wereld waar ze 2 opeenvolgende afleveringen te zien was. 
In het najaar van 2024 neemt ze deel aan De Verraders op VTM. 

## Discografie
2018: Haven (Consouling Sounds)  - met Innerwoud